# Liste des ligues de roller derby en France
Cet article donne la liste des ligues et équipes de roller derby en France.

## Roller derby féminin

### Ligues féminines

#### A
| Lieu               | Dénomination                                            | Équipe                                                         |
| Aix-en-Provence    | Roller derby Aix-en-Provence                            | - Les Amazones - Les Valkyries                                 |
| Ajaccio            | ARDI (affilié a l’Association Impérial Skating Ajaccio) | -                                                              |
| Albi               | Albigeois roller club                                   | - Les Bloody Patchol                                           |
| Alès               | Alès roller derby                                       | - Les Broyeuses de Chair                                       |
| Amiens             | Amiens Roller Derby                                     | - Les infernales (Équipe A) - Les goules à facettes (Équipe B) |
| Angers             | Anjou Roller Derby                                      | - La Douleur Angevine                                          |
| Anglet             | Roller derby Côte Basque                                | - Valient Biitchiiz                                            |
| Angoulême          | Roller derby Angoulême                                  | - Brain Damage (équipe A) - Les Bébés Destroys (freshs)        |
| Annecy             | Seynod RILH (section roller derby)                      | - Brütales Deluxe                                              |
| Argenteuil         | Roll’R2Rien                                             | - The Bashing Banshees                                         |
| Arras              | Roller derby Arras                                      | - Purple 2.0                                                   |
| Aubenas            | Association Ardech’Roll                                 | - Criminal Nurses                                              |
| Aurillac           | Association Roller Derby Aurillacoise                   | - The Pintades Killers                                         |
| Auxerre            | Patronage laïque Paul Bert (section roller derby)       | - Les gougères vénères                                         |
| Auzouer et Amboise | Titans roller hockey (section roller derby)             | - Walhalla Bitches                                             |
| Avignon            | Avignon roller skating (section roller derby)           | - Rabbit Skulls                                                |
| Avignon            | Roller derby 84                                         | - Cherry Blood                                                 |
| Arlanc             | Roller derby Arlanc                                     | - Bat'trackeuses                                               |

#### B

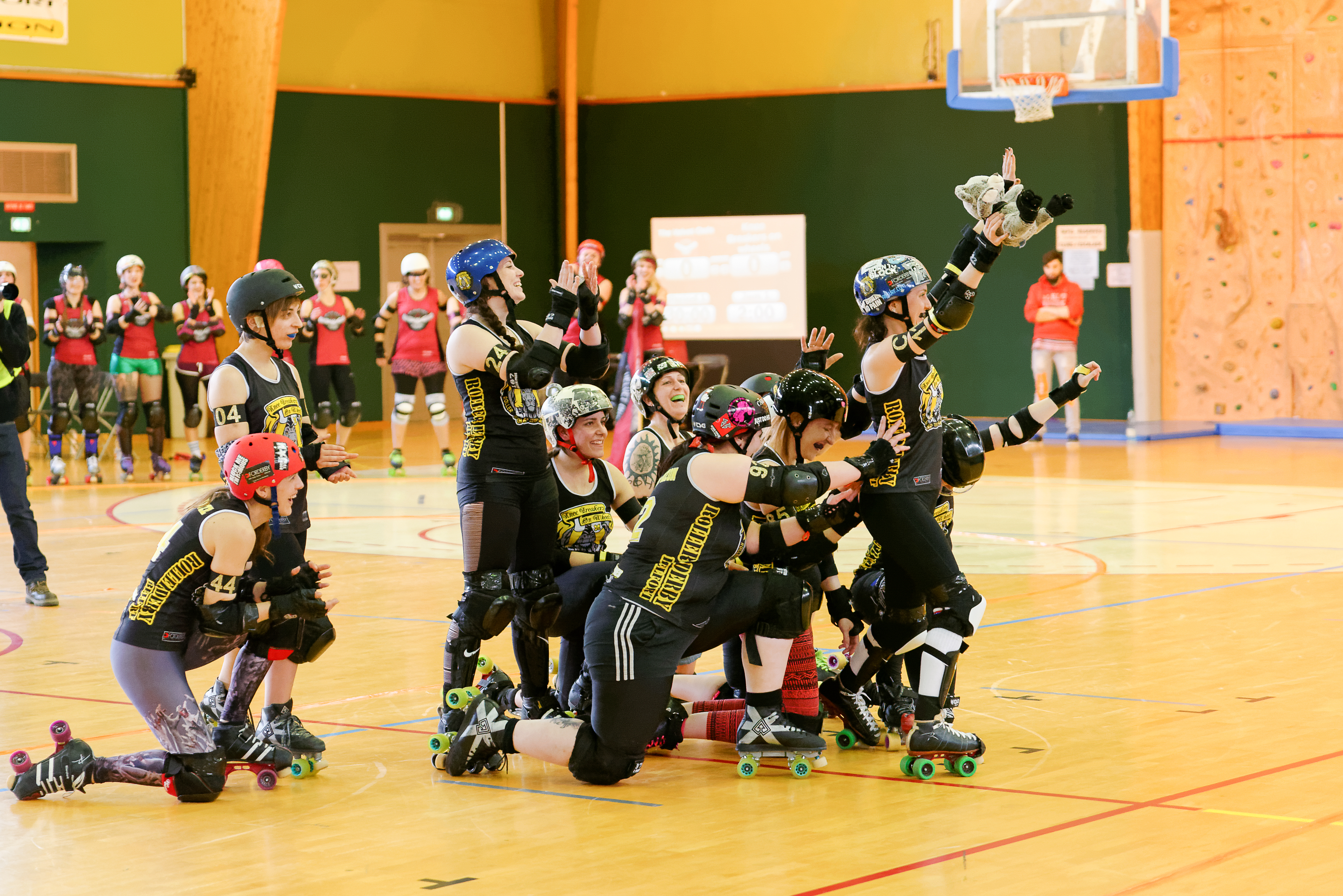
Les Knee Breakers On Wheels /Roller Derby Belfort.

| Lieu               | Dénomination                    | Équipe                                                                                         |
| Bastia             | Roller derby club bastiacciu    | The Rolling Castagne - Équipe A - Équipe B - Juniors                                           |
| Bayonne            | Euskal roller derby             | - Kontra Bandista                                                                              |
| Belfort            | Roller derby Belfort            | - Knee Breakers on Wheels                                                                      |
| Besançon           | Roller derby Besançon           | - The Voodoo Vixens Site web : The VOODOO VIXENS Face Book Video: Une Jammeuse dans une valise |
| Bordeaux           | Roller derby Bordeaux club      | - Les Petites Morts (Équipe A)                                                                 |
| Bourges            | Roller derby Berry              | - Vent Violent                                                                                 |
| Brest              | Roller Derby Brest              | - Toustes étoiles - La Colère de Brest                                                         |
| Brive-la-Gaillarde | Roller derby Brive-la-Gaillarde | - Les Ponettes à roulettes                                                                     |

#### C
| Lieu                 | Dénomination                                             | Équipe                                                         |
| Caen                 | Roller derby Caen                                        | - The leopard avengers (Équipe A) - Les Pétroleuses (Équipe B) |
| Calais               | Roller derby calaisis                                    | - The Black Tagada                                             |
| Cannes               | Roller derby Côte d’Azur                                 | - Pisseuses maléfiques                                         |
| Castres              | Castres Roller derby                                     | - Black Crows                                                  |
| Cayenne              | Roller Derby Cayenne                                     |                                                                |
| Cergy                | Roller derby Cergy                                       | - Derby Wonder Brats                                           |
| Chalon-sur-Saône     | Roller derby Chalon-sur-Saône                            | - Rolling Storms                                               |
| Chambéry             | Hockey club Chambéry (section roller derby)              | - Les Chambér ’ Hyènes                                         |
| Chapet               | Roller derby 78                                          | - Les Succubes                                                 |
| Charleville-Mézières | Roller derby Ardennes                                    | - Ard’ rock and roll                                           |
| Châteauroux          | Les Piranhas (section roller derby)                      | - Les Pirnanas                                                 |
| Cherbourg            | Roller derby A.S.H.                                      | - Cherboobs                                                    |
| Cholet               | Cholet Roller Derby                                      | - Les Patronnes                                                |
| Clermont-Ferrand     | Auvergne passion roller « APR63 » (section roller derby) | - Auver’Niaks                                                  |
| Creil                | Roller derby Creil                                       | - The Knock’n’Roll Cannibals                                   |

#### D

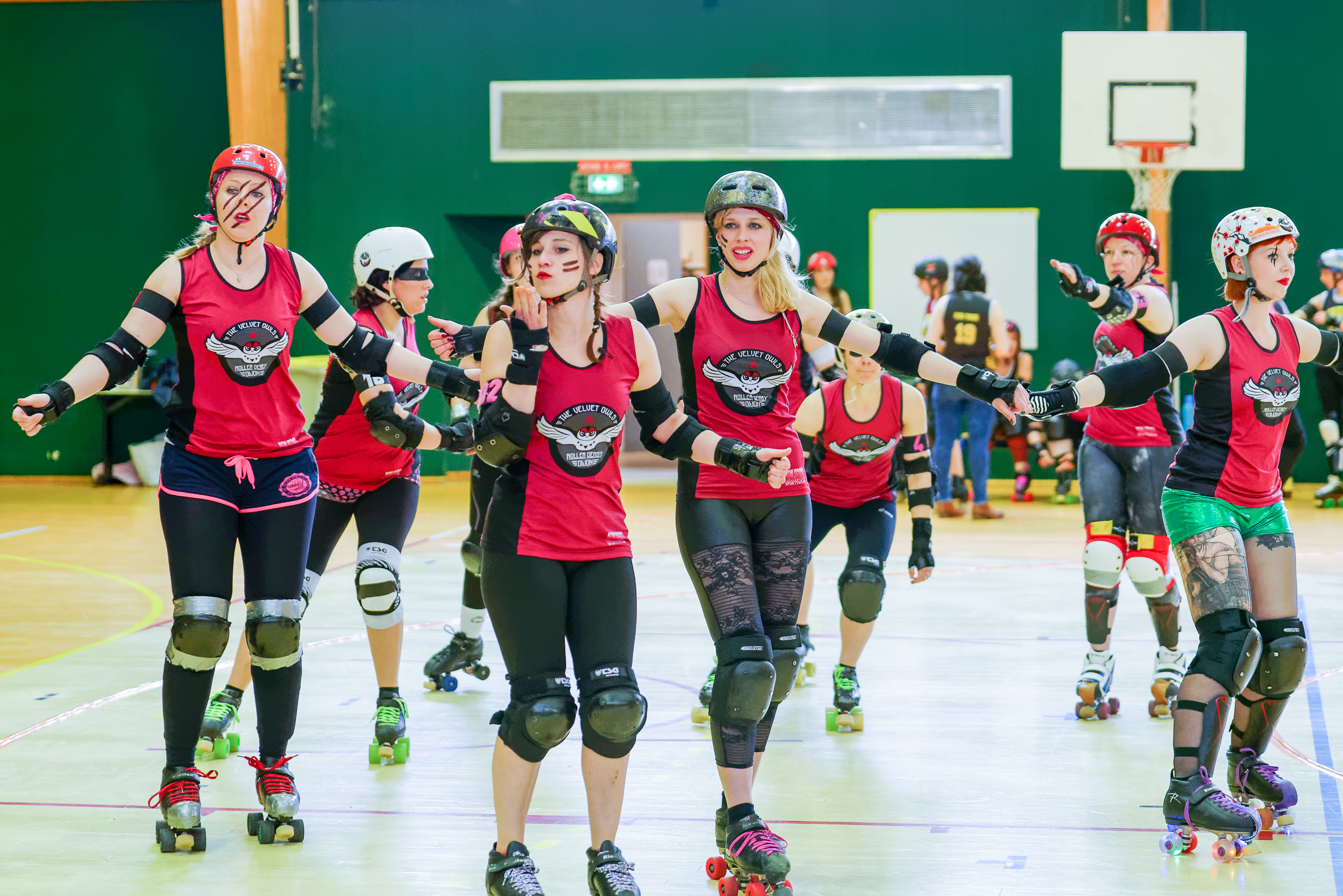
The Velvet Owls - Roller Derby Dijon.

| Lieu       | Dénomination                                | Équipe                  |
| Dijon      | Roller Derby Dijon                          | - The Velvet Owls       |
| Dijon      | AMSports roller club (section roller derby) | - Les Flèches Revêches  |
| Draguignan | Roller derby Draguignan                     | - Betty Blood           |
| Dunkerque  | Roller derby dunkerquois                    | - Les Sirènes Hurlantes |

#### E
| Lieu | Dénomination | Équipe |

#### G
| Lieu          | Dénomination         | Équipe                 |
| Gap           | Roller Derby Gap     | - Sisters In Arms      |
| Gennevilliers | Phoenix Roller Derby | - Phoenix All Stars    |
| Grenoble      | Club roller derby 38 | - The Cannibal Marmots |

#### H
| Lieu      | Dénomination              | Équipe         |
| Hennebont | Roller Derby La Ferraille | - La Ferraille |

#### L
| Lieu              | Dénomination                                                         | Équipe |
| La Rochelle       | Roller derby La Rochelle '                                           | - Hell’R Cheeky Dolls                                                                                               |
| La Roche-sur-Yon  | Roller derby La Roche-sur-Yon                                        | - Les Passeuses Dâmes                                                                                               |
| La Teste-de-Buch  | Scélérates roller derby (affilié aux Corsaires du Bassin d’Arcachon) | - Les Scélérates |
| Le Bourg-d'Oisans | Oissans roller derby                                                 | - Sc’Alpes Hell |
| Le Crès           | Hérault derby girlz                                                  | - Les Lionnes (Équipe A) - Hérault derby girlz (Équipe B)                                                           |
| Le Havre          | Roller derby Le Havre                                                | - Burning Mussels                                                                                                   |
| Le Mans           | Roller Derby 72                                                      | - Missfeet - Les Chicaneuses                                                                                        |
| Lens              | Roller derby Lens                                                    | - Les Gueules noires                                                                                                |
| Léon              | Roll’Landes                                                          | |

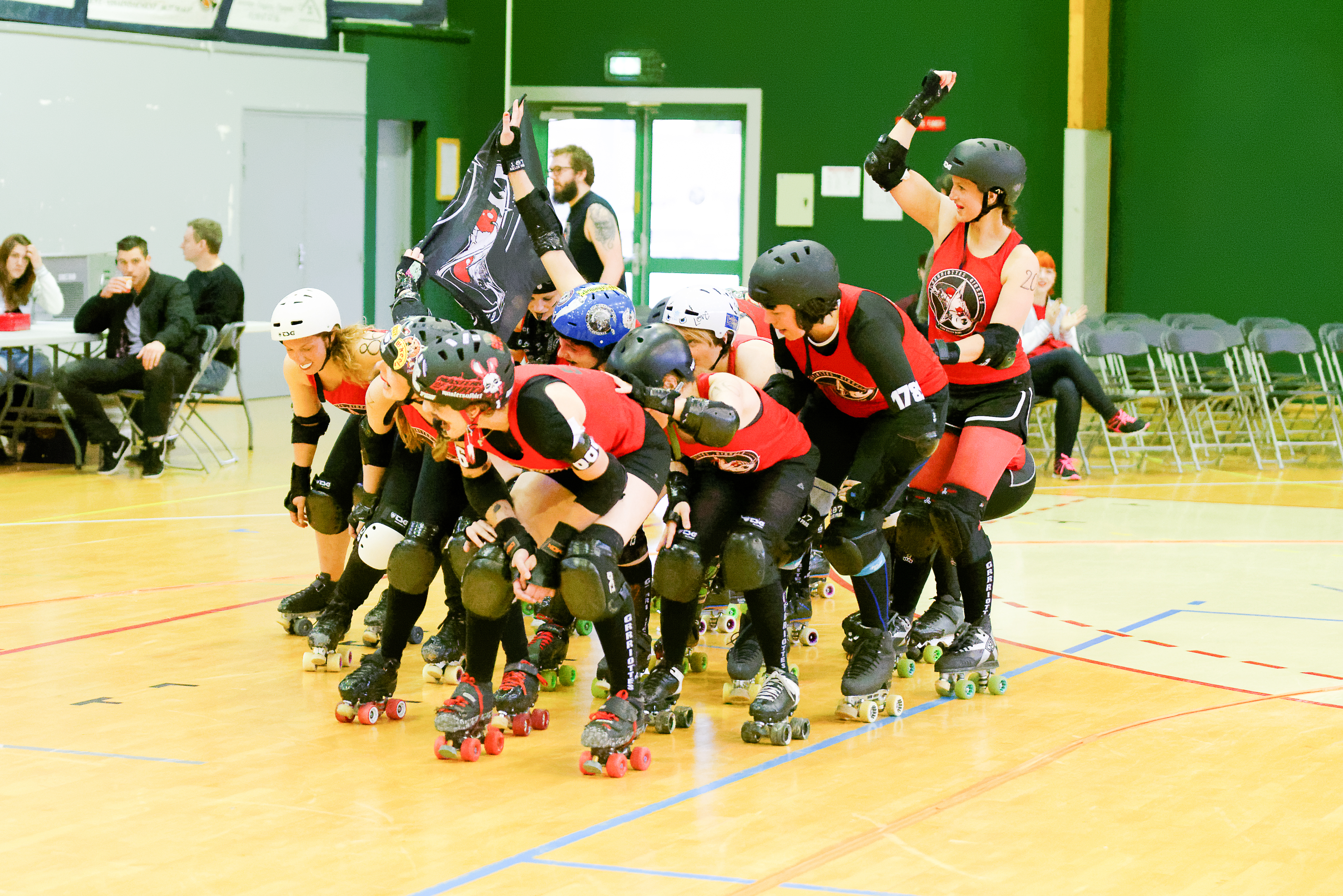
Les Grrriottes Girrrls / Lyon Roller Derby.

| Lille             | Roller Derby Lille                                                   | - The Switchblade Rollergrrrls (Équipe A) - Die Baronnes Von Schlass (Équipe B) - The Smashing Machettes (Équipe C) |
| Limoges           | Limoges roller derby club                                            | - Porcelain Dolls                                                                                                   |
| Lomme             | Lomme Roller Girls                                                   | - Bad Bunnies (Équipe A) - Glorious Bâtardes (Équipe B) - Tétons flingueurs (Équipe C)                              |
| Lorient           | Roller Derby Lorient                                                 | - Les Morues |
| Lyon              | Lyon Roller Métropole (section derby : Lyon United Roller Derby)     | - Faux Soyeuses - Les Goregones - Les Bugnes                                                                        |

#### M
| Lieu          | Dénomination                                        | Équipe                      |
| Mâcon         | Roller derby Mâcon                                  | - Bananas Clit              |
| Marseille     | Marseille roller derby club                         | - Bloody Skulls             |
| Marseille     | M.R.S.                                              | - Pire-Rat/es               |
| Meaux         | Roller Club Meaux (section roller derby)            | - Death’Trackées            |
| Mérignac      | SAM Roller (section roller derby)                   | - Sam A - Sam B - Sam C     |
| Méry-sur-Oise | Roller Derby Méry-sur-Oise                          | - Fighting Foxes            |
| Metz          | Roller derby Metz club                              | - Mecusa - La Meute         |
| Melun         | Roller derby Melun                                  | - Bloody Angels             |
| Montpellier   | DCCLM (Derby club Crès Lattes Montpellier)          | - All Stars - Block Busters |
| Montreuil     | Roller skating montreuillois (section roller derby) | - Nasty Pêcheresses         |
| Mouvaux       | Mouvaux derby roller                                | - MDR                       |

#### N
| Lieu               | Dénomination                                  | Équipe                                                                                              |
| Nancy              | Roller derby Nancy                            | - WheelSpirit                                                                                       |
| Nantes             | Nantes derby girls                            | - Duchesses All-Stars - Les Divines Machines - Queen Anne’s Revenge - Jailhouse Rockers - Freshmeat |
| Nantes             | ASTA Roller (section roller derby)            | |
| Narbonne           | Narbonne Roller Sports (section roller derby) | - Head Hunters                                                                                      |
| Nice               | Nice Roller Attitude (section roller derby)   | - Baywitch Project                                                                                  |
| Nîmes              | Krokoroller (section roller derby)            | - Bones Breakers                                                                                    |
| Niort              | Roller club niortais (section roller derby)   | - Ang’Elles X                                                                                       |
| Nouvelle-Calédonie | Death Derby Crew Roller Derby NC              | - Death Derby Crew - Nouméa - VerTueuses - Païta - Bomb'On Wheels - Mont Dore                       |

#### O

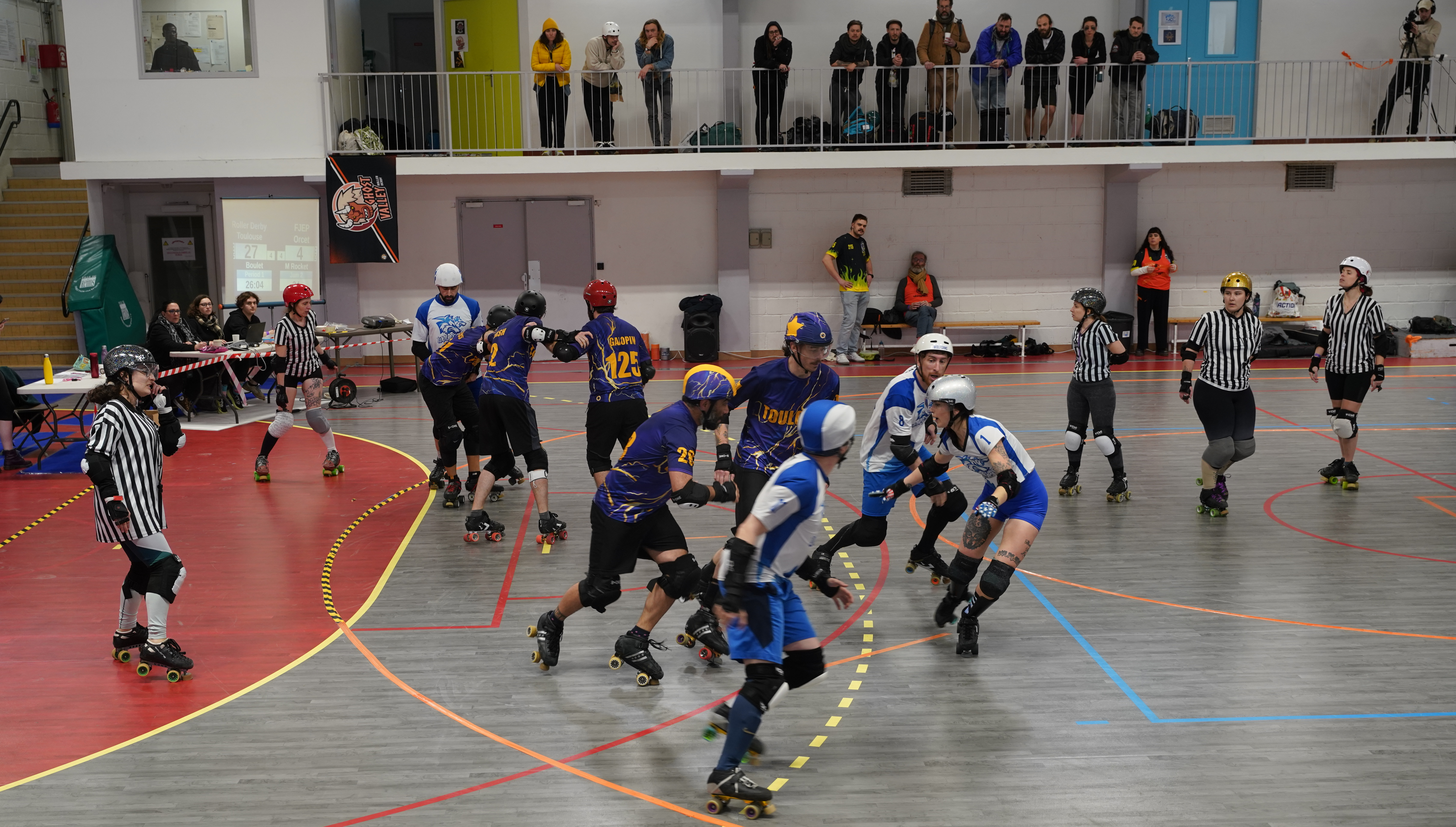
Orcet en 2025.

| Lieu    | Dénomination         | Équipe                                |
| Orcet   | Orcet Roller Derby   | - ORD Team A (All Stars) - ORD Team B |
| Orléans | Orléans roller derby | - Les Simones - Les Simones de B      |

#### P
| Lieu                  | Dénomination                                 | Équipe                                                                               |
| Pamiers               | Pamiers Roller Hockey (section roller derby) | - Les Dégoupilleuses                                                                 |
| Paris 4e              | Lutèce Destroyeuses - Roller derby Paris     | - Encastreuses (Équipe A) - P’tites Frappes (Équipe B)                               |
| Paris 12e             | Paris Roller Derby (en)                      | - All Stars - Champion élite 2015-2016 - Breakfast Club - Les Sans Culottes          |
| Paris 12e             | Calebrutes And Tamponneuses Association      | - Les Tamponneuses                                                                   |
| Paris 18e             | Paris hockey club (section roller derby)     | - Les Gueuses de Pigalle                                                             |
| Paris 20e             | Les Quads de Paris Roller Derby              | - La Boucherie de Paris (Équipe A) - La Barbaque (Équipe B) - La Carcasse (Équipe C) |
| Pau                   | Roller derby palois                          | - Pau Crazy Dolls                                                                    |
| Perpignan             | Roller Derby Pyrénées-Orientales             | - Coccyx Lexis                                                                       |
| Pibrac                | Pibrac Roller Skating (section roller derby) | - Les Harpies Braqueuses - Green Is The New Block                                    |
| Poitiers              | Poitiers Roller Derby                        | - Les Broyeuses du Poitou                                                            |
| Poitiers              | Roller Derby Pict'Alien                      |                                                                                      |
| Pontarlier et Morteau | Pontarlier Haut-Doubs Derby                  | - Molly Hatchets                                                                     |
| Pont-du-Château       | Auvergne Roller Derby                        | - Zombitches                                                                         |

#### Q
| Lieu    | Dénomination        | Équipe      |
| Quimper | Kemper Roller derby | - Bomb’Hard |

#### R
| Lieu       | Dénomination                          | Équipe                                                     |
| Reims      | Beastie Derby Girls                   | - Beastie Derby Girls                                      |
| Remiremont | Roller Derby Cœur des Vosges          | - Reaper's Crew - Équipe A - Les Schlitteuses - Équipe B   |
| Rennes     | Roller derby Rennes                   | - Les Déferlantes - Les Murennes - La Mortal Condate       |
| Roanne     | Roller Derby Roanne                   | - Bloodthirsty Dolls                                       |
| Rochefort  | Roller derby 17                       | - Dirty Pussy                                              |
| Rouen      | Roller Derby Rouen Métropole          | - Les Veuves Noires (Équipe A) - Les Faucheuses (Équipe B) |
| Rouen      | Association Rouen Roller Derby (ARRD) | - Drakk’Arrd                                               |

#### S
| Lieu                      | Dénomination                        | Équipe                       |
| Saint-Dizier              | Roller Derby Saint-Dizier (RDSD 52) | - Les Grues'Luches Du Der'By |
| Saint-Étienne             | RDS (Roller Derby Stéphanois)       | - Vert Tueuses               |
| Saint-Omer                | Audomarois roller derby             | - Bloody Dolls               |
| Sainte-Geneviève-des-Bois | SGS roller derby                    | - Psyko’Quads                |
| Saintes                   | Roller derby Saintes                | - The Holy Terrors           |
| Sarreguemines             | Roller derby club de Sarreguemines  | - Mechanical Dolls           |
| Strasbourg                | Strascross (section roller derby)   | - Hell’s ass derby girls     |

#### T
| Lieu             | Dénomination                                               | Équipe |
| Tarbes           | Tarbes Pau Pyrénées (section roller derby)                 | - Full Metal Punkettes |
| Thonon-les-Bains | Thonon Rollers (section roller derby)                      | - Taxider’Biches |
| Toulon           | Roller Provence Méditerranée (section roller derby)        | - Toxic Ladies |
| Toulon           | Roller Sport Club Toulonnais (RSCT) (section roller derby) | - Smoky Eyes |
| Toulouse         | Pink Block Roller Derby                                    | |

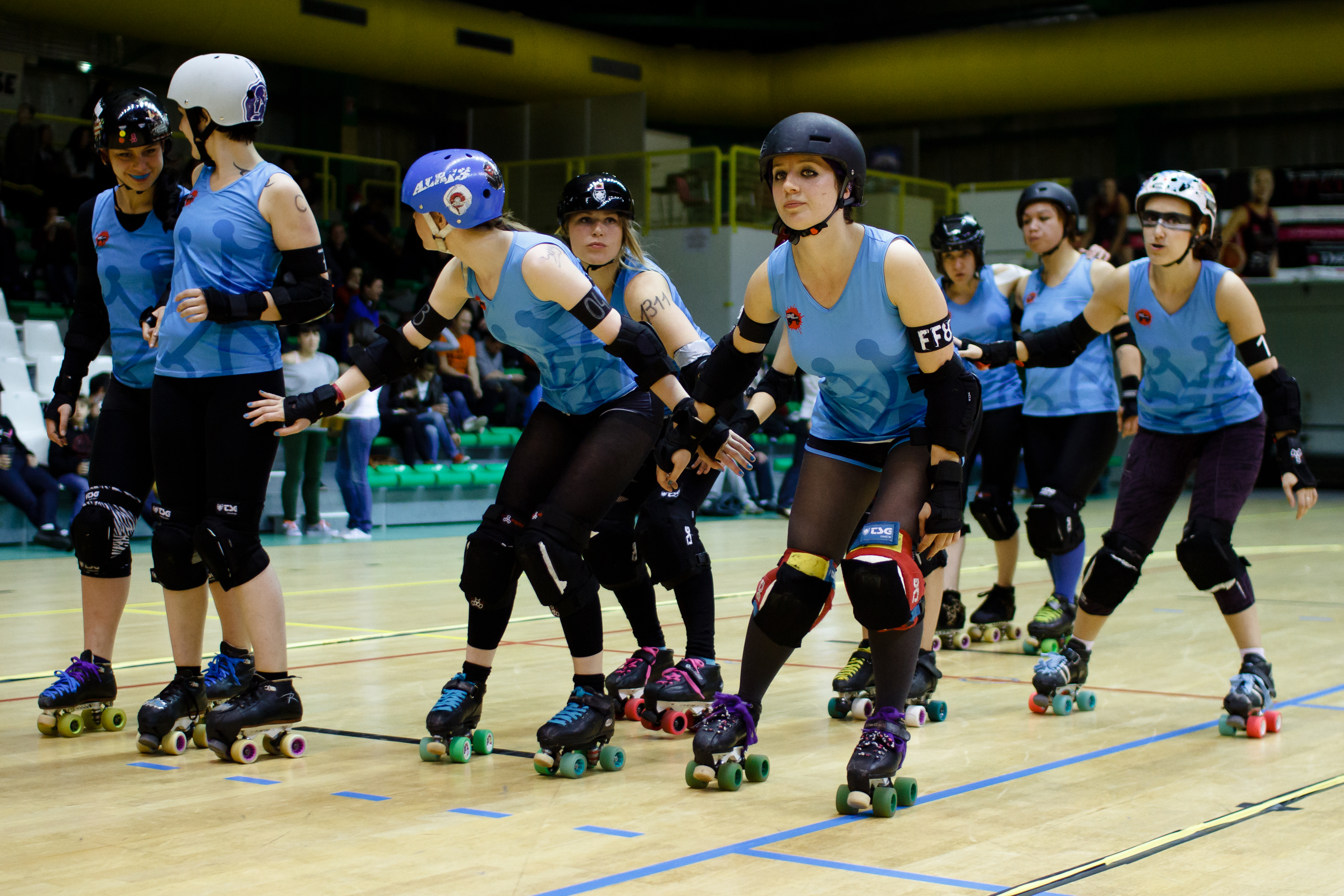
Les Nothing Toulouse à l'échauffement.

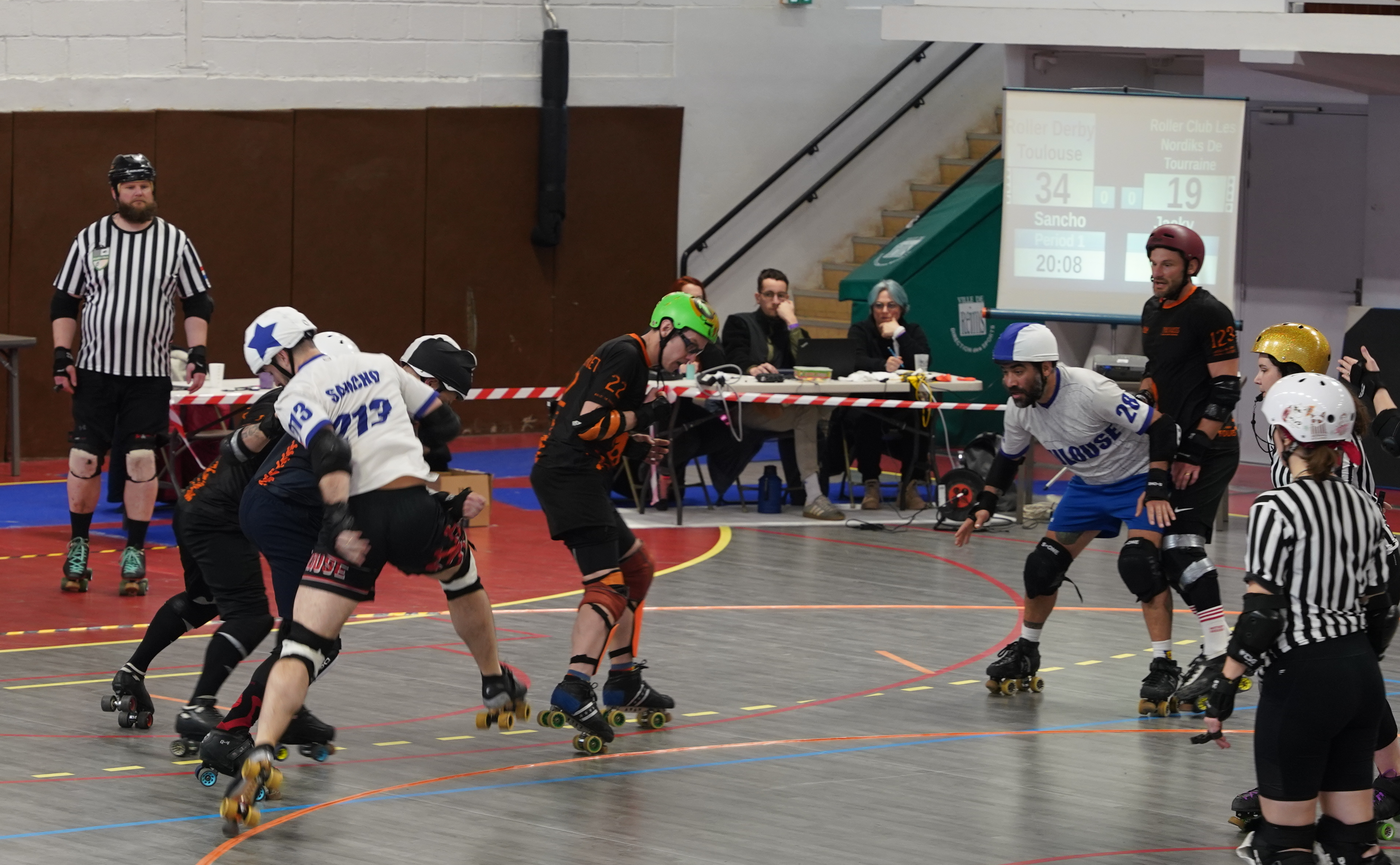
Finale Nordiks de Touraine contre Quad Guardds en 2025.

| Toulouse         | Roller Derby Toulouse                                      | - Nothing Toulouse (Équipe A féminine) - Blocka Nostra (Équipe B féminine) - Rainbow Furies (Équipe C féminine) - Quad Guards (Équipe A masculine) - Barons Cathares (Équipe B masculine) - Hell's Pitchoun (Équipe junior) |
| Tourcoing        | Roller derby Tourcoing                                     | - Breaking Bad’Ass |
| Tours            | Roller club les Nordiks de Touraine (section roller derby) | - The Silly Geez - Track Ass - Les Plaies Mobiles (Équipe junior) |
| Troyes           | Roller Derby Tricasse Girls                                | - Trick'ass |

#### U
| Lieu | Dénomination                     | Équipe                |
| Uzès | Les Marto-Killeuses Roller derby | - Les Marto-Killeuses |

#### V
| Lieu         | Dénomination                                                                           | Équipe                         |
| Val d’Europe | La Tanière du Val (affilié à l’Association Sportive de Roller Skating du Val d’Europe) | - Les Chaperons Rouges         |
| Valence      | Club valentinois roller-s                                                              | - Red Valentines Revenge       |
| Valenciennes | Valenciennes Rollergirls                                                               | - The Ladies Derbiitch         |
| Vannes       | Groupe roller Vannes agglo (section roller derby)                                      | - V’hermines                   |
| Voiron       | Hockey Club Voiron                                                                     | - Les Démoniales de Chartreuse |
| Vienne       | Roller derby 38                                                                        | - Les Vienne Haineuses         |
| Villejuif    | Club US Villejuif Roller Skating (section roller derby)                                | - Badass Ladies                |

### Sélections locales féminines
- Team Brittany : Sélection des joueuses évoluant dans les clubs bretons[Note 2].
- Team Normandy : Sélection des joueuses évoluant dans les clubs normands.
- Team Centre : — Les Centrifugeuses — Sélection des joueuses évoluant dans les clubs de la région Centre-Val de Loire.
- Team Nord Pas-de-Cadeaux : Sélection des joueuses du Nord, Pas-de-Calais et Picardie.
- Team Sales Gosses : Sélection des joueuses évoluant dans les clubs de la région Rhône-Alpes.
- Team Têtes Brulées : Sélection de joueuses évoluant dans les clubs de Paris et Ile-de-France.
- Just6League : Sélection des joueuses évoluant dans les clubs des régions Poitou-Charentes, Limousin et le département de la Dordogne.
- Équipe Sud-Ouest : — Les Gasconnes —  Sélection des joueuses évoluant dans les clubs d'Anglet, Pau et Tarbes.
- Les Vendangereuses : Sélection des joueuses évoluant dans les clubs de la région Bourgogne-Franche-Comté.
- Les Oxy-Tanneuses : Sélection des joueuses évoluant dans les clubs de la région Occitanie.
- Les Cavaleuses : — Roller derby itinérant — Regroupement de joueuses indépendantes à travers la France.
- Saône Valley Roller Girlz : Alliance de deux villes du sud de la Saône et Loire: Chalon-sur-Saône et Mâcon.

## Roller derby masculin

### Ligues masculines

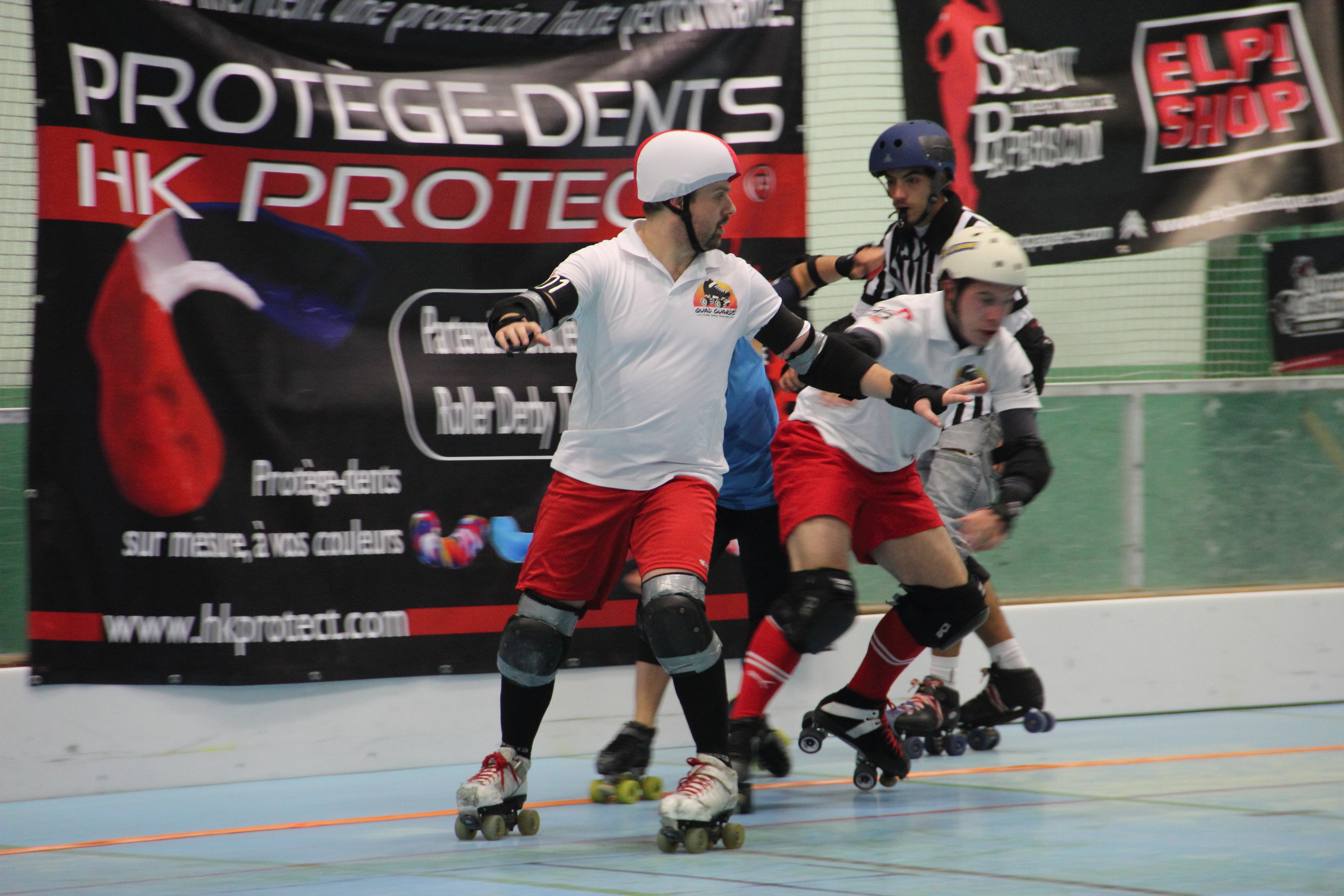
Les Quad Guards de Toulouse.

| Lieu                  | Dénomination                            | Équipe                                                                  |
| Arras                 | Roller Derby Arras                      | - RATM                                                                  |
| Avignon               | Roller Derby Avignon                    | - Warren Track Fighter                                                  |
| Bordeaux              | Roller Derby Bordeaux Men               | - S.T.Y.X.                                                              |
| Calais                | Roller derby calaisis                   | - The Zombeers                                                          |
| Chapet                | Roller Derby 78                         | - Les Damnés                                                            |
| Creil                 | Roller Derby Creil                      | - The Knockin' Balls                                                    |
| Dijon                 | Roller Derby Dijon                      | - La Raclée                                                             |
| Dunkerque             | Roller Derby Dunkerquois                | - The Sons of the Beach                                                 |
| Grenoble              | Men’s Roller Derby 38                   | - The Quadstrators                                                      |
| Lille                 | Roller Derby Lille                      | - Les Barbiers de Sévices (Équipe A) - Les Marquis de Sabres (Équipe B) |
| Lorient               | Roller Derby Lorient                    | - Hero’S QuaD                                                           |
| Lille                 | Roller Derby Association                | - Les Moustaches                                                        |
| Mâcon                 | Roller derby mâcon                      | - Les Bandits Machos                                                    |
| Marseille             | Marseille roller derby club             | - Chapacans                                                             |
| Metz                  | Association men & Metz roller derby     | - Graouwheels                                                           |
| Montpellier           | Montpellier derby club                  | - Kamiquadz                                                             |
| Nantes                | Nantes Atlantique Rink-Hockey           | - Les Jules Vénères                                                     |
| Orcet                 | Orcet Roller Derby                      | - Wolfgang                                                              |
| Paris 12e             | Calebrutes And Tamponneuses Association | - Les Calebrutes                                                        |
| Paris 19e             | Panam Squad                             | - Panam Squad - Banane Squad                                            |
| Pau                   | Roller derby palois                     | - Pau Cruel Ducks                                                       |
| Perpignan             | Roller Derby Pyrénées-Orientales        | - Les Roberts                                                           |
| Grenoble              | Men’s Roller Derby Grenoble             | - The Quadstrators                                                      |
| Rennes                | Men’s Derby Rennes                      | - Les Bonhommes                                                         |
| Strasbourg            | Roller derby Strasbourg                 | - Les Menneles                                                          |
| Toulouse              | Roller derby Toulouse                   | - Quad Guards                                                           |
| Tours-Le Mans-Bourges | Inter-ligue de ces 3 villes             | - Track’Ass                                                             |

### Sélections locales masculines
- The Ice Wheels : Sélection des joueurs du Nord-Pas-de-Calais et Picardie.
- Les Cerbères : Men's Roller Derby Sud-Est — Sélection des joueurs de Rhône-Alpes et Provence-Alpes-Côte d’Azur.

## Roller derby mixte

### Ligues mixtes
| Lieu        | Dénomination                            | Équipe                              |
| Angoulême   | Roller derby Angoulême                  | - La bande décimée                  |
| Caen        | Caen Mixed Roller Derby                 | - Starlings                         |
| Lorient     | Roller Derby Lorient                    | - La Poisc’Aïe                      |
| Mérignac    | SAM Roller (section roller derby)       | - Blocks & d’Équerre                |
| Montpellier | Montpellier derby club                  | - Kamipouffes                       |
| Nantes      | Nantes Atlantique Rink-Hockey           | - Les Jules Vénères                 |
| Orcet       | Orcet roller derby                      | - La Horde                          |
| Paris       | Calebrutes And Tamponneuses Association | - Les Calebrutes - Les Tamponneuses |
| Le Mans     | Roller Derby 72                         | - Rillettes Chili Peppers           |

### Sélections locales mixtes
- La Peine Capitale : Sélection de joueuses et joueurs évoluant dans les clubs de Paris et Ile-de-France.

## Roller derby junior
| Lieu             | Dénomination                   | Équipe                 |
| Calais           | Roller derby calaisis          | - Dead Dragibus        |
| Clermond-Ferrand | Auver'niaks                    | - Les Démoniaks        |
| Dijon            | AMSports Roller Club           | - Les Arrowbases       |
| Gennevilliers    | Phoenix Roller Derby           | - Les Trackofeu        |
| Lens             | Roller derby Lens              | - Les Bouts de feu     |
| Lille            | Lille roller girls             | - Lille Roller Juniors |
| Lille            | Roller derby Lille             | - Les Guillo'teens     |
| Nantes           | Nantes Atlantique Rink- Hockey | - Les Krak 'n' Roll    |
| Narbonne         | Roller Derby Narbonne          | - Little Hunters       |
| Rouen            | Roller Derby Rouen Métropole   | - Les Mimigales        |
| Toulouse         | Roller Derby Toulouse          | - Hell's Pitchoun      |
| Tours            | Roller Derby Tours             | - Les PlaiesMobiles    |